# 3792 Preston
3792 Preston (1985 FA) là một tiểu hành tinh vành đai chính được phát hiện ngày 22 tháng 3 năm 1985 bởi E. Shoemaker và C. Shoemaker ở Palomar. Nó được đặt tên cho tác giả Richard Preston,người viết sách về Carolyn Shoemaker.